# Шавлія гайова
Шавлія гайова, шавлія дібровна (Salvia nemorosa) — вид рослин з родини глухокропивові (Lamiaceae), поширений у Європі крім півночі, у західній і середній Азії, західному Сибіру.

## Опис
Багаторічна рослина 30–80 см заввишки. Залозисті волоски повністю відсутні. Віночок 8–14 мм довжиною, синьо-фіолетовий, рідше рожевий або білий.

## Поширення
Поширений у Європі крім півночі, у західній і середній Азії, західному Сибіру.
В Україні вид зростає у степах, на степових схилах, суходільних луках і лісових узліссях, біля доріг — на всій території.

## Використання
Медоносна рослина.